# Antonio Badile

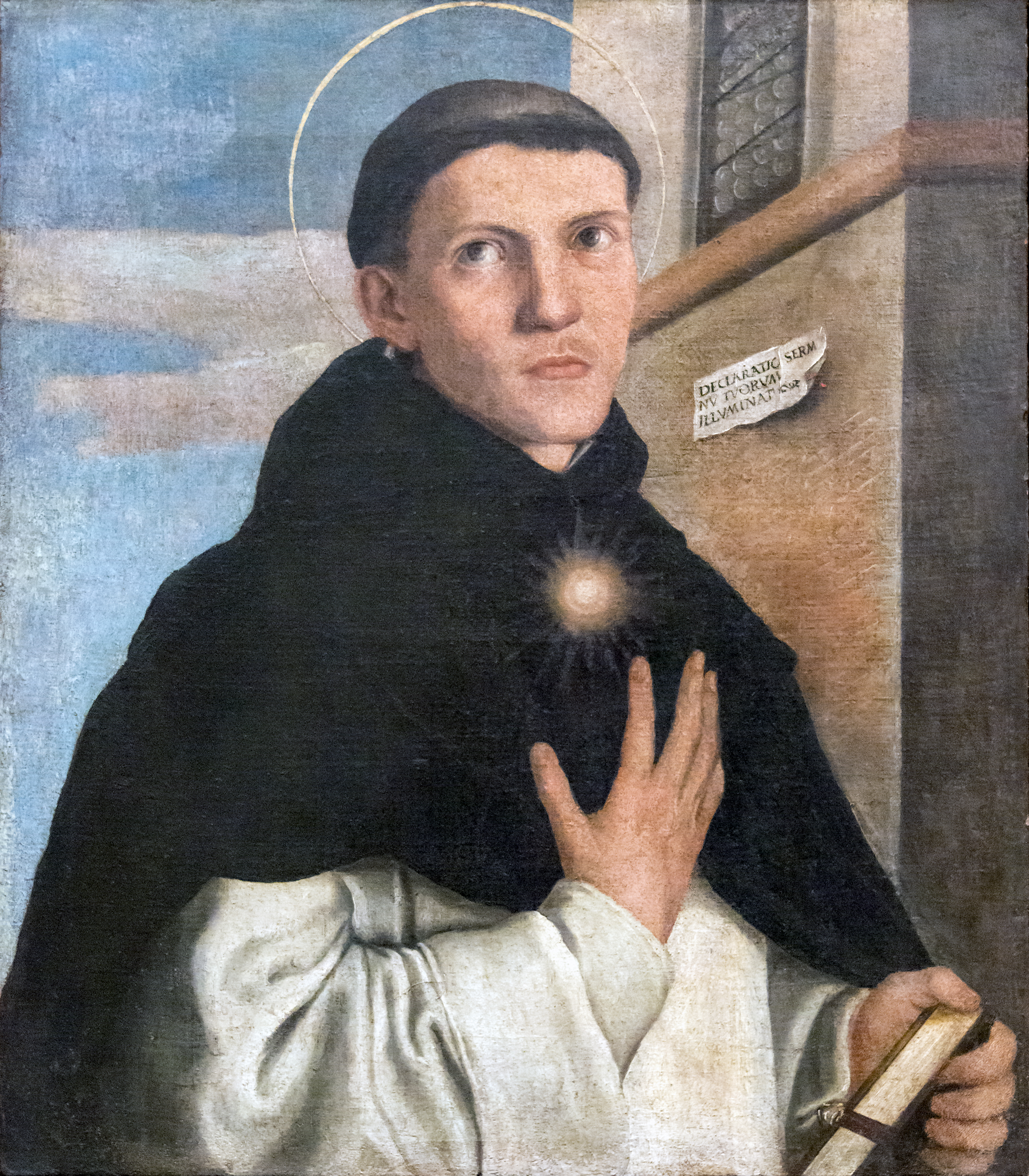
Salvo Avanzi Première oeuvre datée et signée
Gallerie dell'Accademia de Venise

Antonio Badile (né v. 1518 à Vérone et mort en 1560) est un peintre italien de la Renaissance appartenant à l'école véronaise.

## Biographie
Antonio Badile commence son apprentissage avec son oncle Francesco Badile, puis continue avec Giovanni Francesco Caroto dont il propagera le style traditionnel.
Il est connu pour avoir été le maître de Paul Véronèse et de Giovanni Battista Zelotti, son beau-frère. 
Il a été en partie influencé par le peintre brescian Alessandro Bonvicino (surnommé il Moretto).

## Œuvres
Son chef-d'œuvre est le retable de San Nazaro, Madonna e santi (1540). Une autre œuvre notable est la Résurrection de Lazare de la chapelle de la Sainte-Croix dans l'Église de San Bernardino. D'autres œuvres de lui sont conservées dans des villes de la Vénétie.

## Sources
- (en) Cet article est partiellement ou en totalité issu de l’article de Wikipédia en anglais intitulé « Antonio Badile » (voir la liste des auteurs).